# Dorthe Nors
Dorthe Nors (ur. 1970 w Herning) – duńska powieściopisarka, autorka opowiadań.

## Życiorys
Urodziła się w 1970 w Herning w rodzinie stolarza i artystki, która została nauczycielką plastyki. Zaczęła pisać w wieku 11 lat. Skończyła literaturę i historię sztuki na Uniwersytecie w Aarhus. Mieszka na północy Półwyspu Jutlandzkiego.
Jest pierwszym duńskim pisarzem, którego opowiadanie opublikował tygodnik „The New Yorker”; jej opowiadania ukazały się także m.in. w „Harper’s Magazine”, „Boston Review”, „AGNI”, i magazynie „Guernica”. Jej debiutancką książką była powieść Soul wydana w 2001. W 2014 została wyróżniona Nagrodą im. Per Olov Enquista. W 2017 jej powieść Lusterko, ramię, kierunkowskaz otrzymała nominację do nagrody Læsernes Bogpris oraz znalazła się w finale nagrody The Man Booker International Prize.
Częstym motywem twórczości Nors jest samotność.

## Twórczość
- 2001: Soul
- 2003: Stormesteren
- 2005: Ann Lie
- 2007: Hun kommer
- 2008: Kantslag
- 2010: Dage
- 2013: Minna mangler et øvelokale
- 2016: Spejl, skulder, blink, wyd. pol.: Lusterko, ramię, kierunkowskaz. Elżbieta Frątczak-Nowotny (tłum.). Czarna Owca, 2018. ISBN 978-83-8015-875-7. Brak numerów stron w książce
- 2018: Kort over Canada

Źródło.